# 일본원수폭피해자단체협의회
일본원수폭피해자단체협의회(일본어: 日本原水爆被害者団体協議会 니혼겐스이바쿠히가이샤단타이교키카이[*], 영어: Japan Confederation of A- and H-Bomb Sufferers Organizations) 약칭 일본피단협(일본어: 日本被団協 니혼히단쿄[*]) 또는 피단협(일본어: 被団協 히단쿄[*])은 일본의 핵무기 피폭자 단체다. 1956년 일본 정부에 압력을 가해 피해자 지원을 강화하고 정부에 핵무기 폐기를 위해 로비 활동을 펼칠 목적을 가지고 있었다. 본부는 도쿄도 미나토구 시바다이몬 1정목에 있다.
이 조직의 활동에는 수천 건의 증인 진술 제공, 결의안 발행 및 공개 호소, 유엔을 포함한 다양한 국제 기구에 연례 대표단 파견 등이 포함되어 전 세계적인 비핵화를 옹호했다.
이 조직은 "핵무기 없는 세상을 이루기 위한 노력과 핵무기가 다시는 사용되어서는 안 된다는 점을 증언을 통해 보여준 공로"로 2024년 노벨 평화상을 수상했다.

## 개요
히로시마와 나가사키에서의 원폭 피해를 입은 피해 생존자(피폭자)들은 도도부현마다 피폭자 단체를 결성하고 있으며, 피단협은 이 지자체별 피폭자 단체들이 가맹한 상급 전국 조직이다. 다음과 같은 활동을 실시하고 있다.
- 핵무기 철폐와 원폭 피해에 대한 국가 보상 요구
- 일본 정부, 유엔, 각국 정부에 대한 요청 행동
- 핵무기 폐기, 철거, 핵무기금지조약 체결, 국제 회의 개최, 비핵법 제정, 원폭피폭자원호법을 국가 보상 법률로 개정하는 운동, 피폭자 대책 내실화 등.
- 피폭 실상에 대한 국내외 선전 보급 활동.
- 원폭 피해 조사 연구, 출판, 전시, 집회, 대표 파견.
- 피폭자 상담 및 원호 활동.

산하에 사단법인 일본원수폭피해자단체협의회 원폭피폭자중앙상담소가 있다.
구성원의 고령화로 인해 자연 소멸하는 지부가 늘어가고 있다. 2008년 7월 이후 야마가타현에서는 피단협 가맹 단체가 존재하지 않게 되었다. 나라현과 시가현에서도 임원 후계자 부족으로 인해 피단협 가맹 조직이 해산되었다.

## 분열
1961년에 소련이 핵실험을 재개하자 “어떤 국가든 어떤 이유에서든 핵실험은 반대”하는 원수금-사회당-총평 계열과 “사회주의 국가의 방위적 핵실험을 제국주의 국가의 핵실험과 동렬로 논하는 것은 오류”라는 공산당-원수협 계열이 분열했을 때, 각 지자체별 피폭자단체들도 의견이 갈라져서 피폭자단체의 전국연맹인 피단협도 1964년 양 계열로 분열되었다. 2020년 시점에서도 복수의 피폭자단체가 병립하는 지자체가 있다.
히로시마현의 경우에는 사회당계 피단협과 공산당계 피단협이 똑같이 “히로시마현 피단협”이라는 명칭을 쓰고 있기 때문에, 이사장 이름을 붙여서 구별하고 있다. 사회당계 히로시마현 피단협(이사장 미마키 토시유키)은 2000년 시점에서 회원 약 2만 명, 공산당계 히로시마현 피단협(이사장 사쿠마 쿠니히코)은 2000년 시점에서 회원 약 3천 명이다. 사회당계 히로시마현 피단협은 전국조직인 일본피단협에 가맹하고 있으나 공산당계 히로시마현 피단협은 옵서버로만 참가하고 가맹하고 있지 않다.

## 조직 구성
- 본부 소재지: 도쿄도 미나토구 시바다이몬 1정목 3-5번지 게이블빌딩 9층
- 대표위원: 타나카 시게미츠(2018년 6월 14일 선출[10]), 타나카 요시미(2017년 6월 7일 선출[11]), 미마키 토시유키(2022년 6월 9일 선출[12])
- 사무국장: 키도 키이치(2017년 6월 7일 선출[11])
- 사무차장: 와다 마사코
- 기관지: 월간 『피단협』 1976년 창간,[13] 매월 6일 발행.[13] 발행 부수는 최전성기에 2만 부 이상이었고 2020년 9월 현재 약 1만 부.[13]

## 수상
- 노벨 평화상을 수상하다2003년: 숀 맥브라이드 평화상[14]

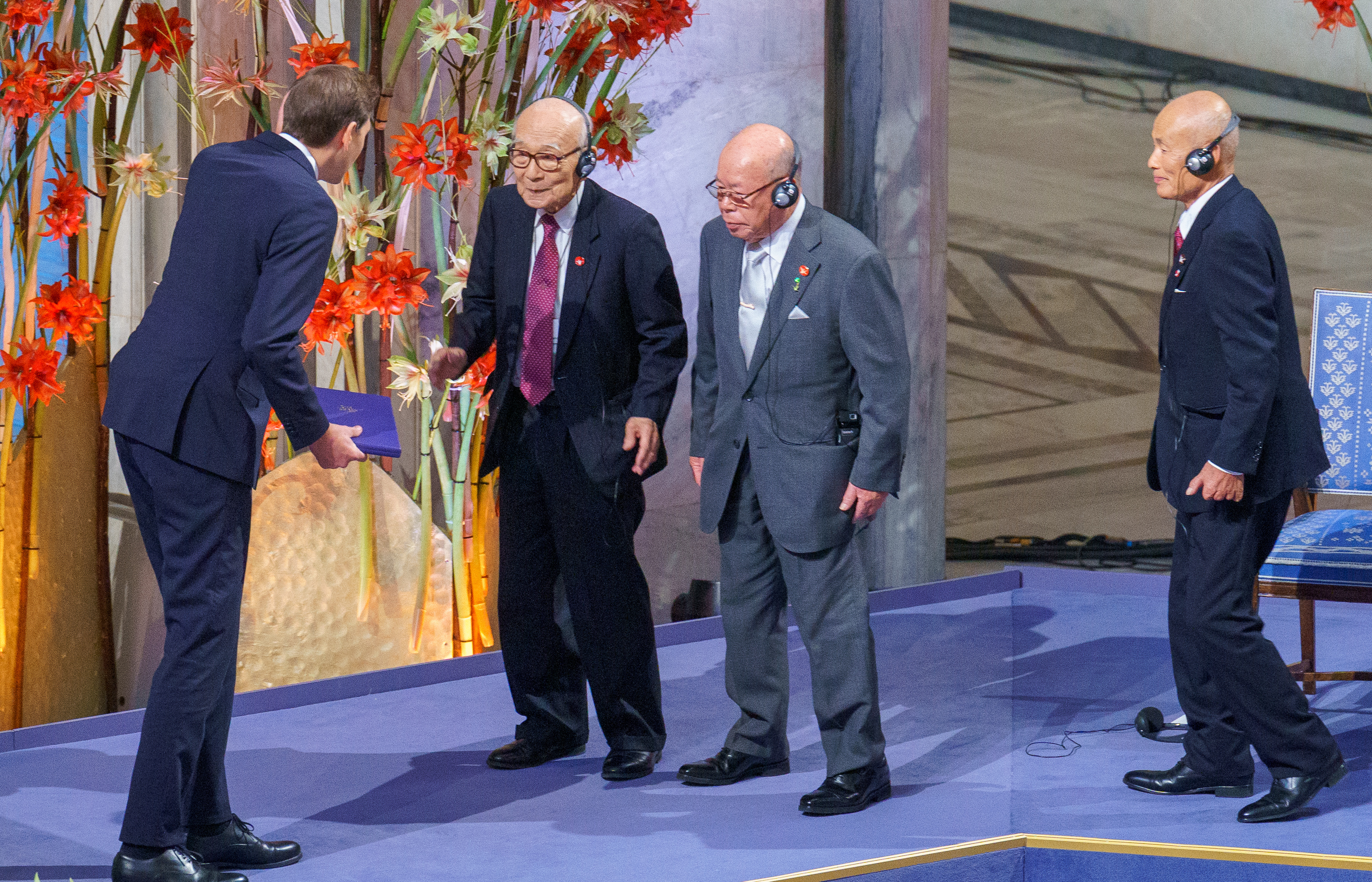
노벨 평화상을 수상하다

- 2010년: 노벨 평화상 수상자 월드 서밋의 사회활동상
- 2024년: 노벨 평화상[15]

일본원수폭피해자단체협의회는 노벨 평화상을 받기 전인 1985년, 1994년, 2015년에도 스위스에 본부를 둔 국제 평화국(IPB)으로부터 후보로 지명되었다.

## 같이 보기
- 핵무기 폐기 국제 운동
- 피폭자
- 반핵 운동
- 히로시마·나가사키 원자폭탄 투하